# 纛
纛，亦作翿、羽葆幢，是中國歷史朝代使用的一種旗幟物，用氂牛毛、雉尾為裝飾，一般用作舞者所持的羽毛、喪葬大事，以及帝王顯貴人家車輿上的飾物。

皂纛圖

另外，「纛」也用來稱呼軍隊或儀仗使用的大旗，例如：蒙古帝國時期，成吉思汗使用的大旗稱為「查干蘇勒定」，漢譯稱為「白纛」。

## 圖像

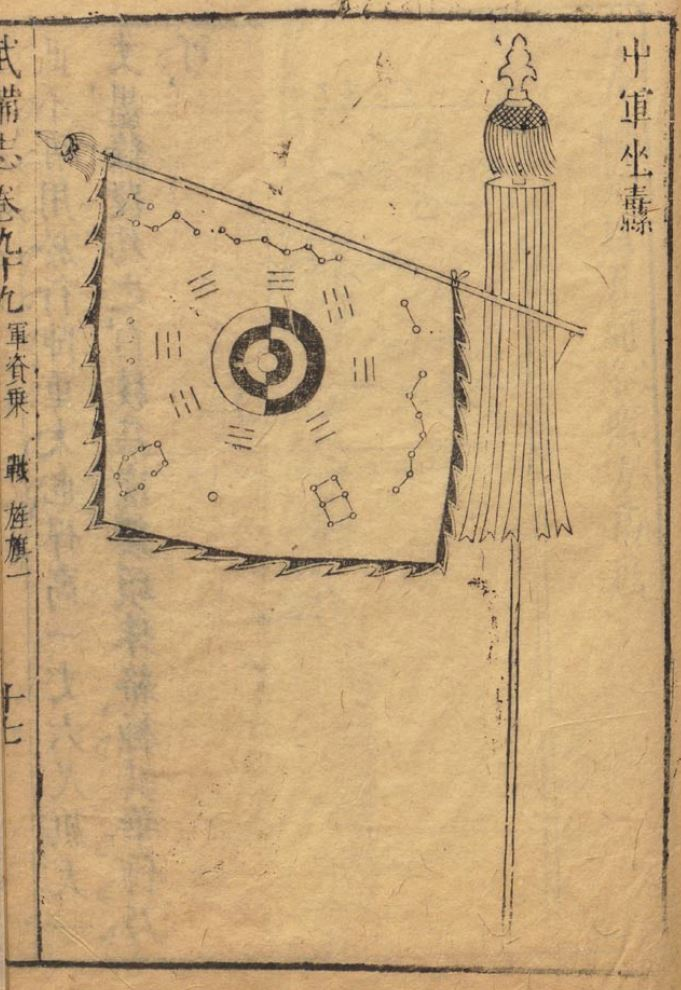
中軍坐纛
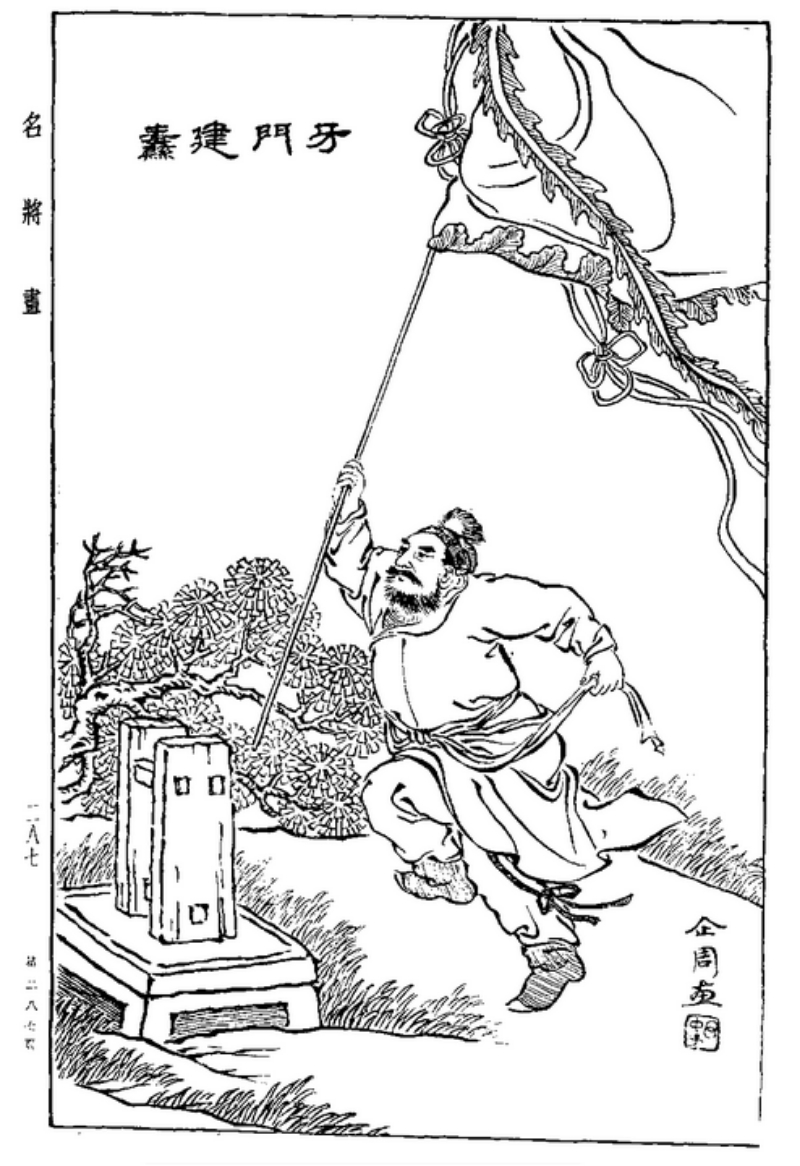
牙門建纛
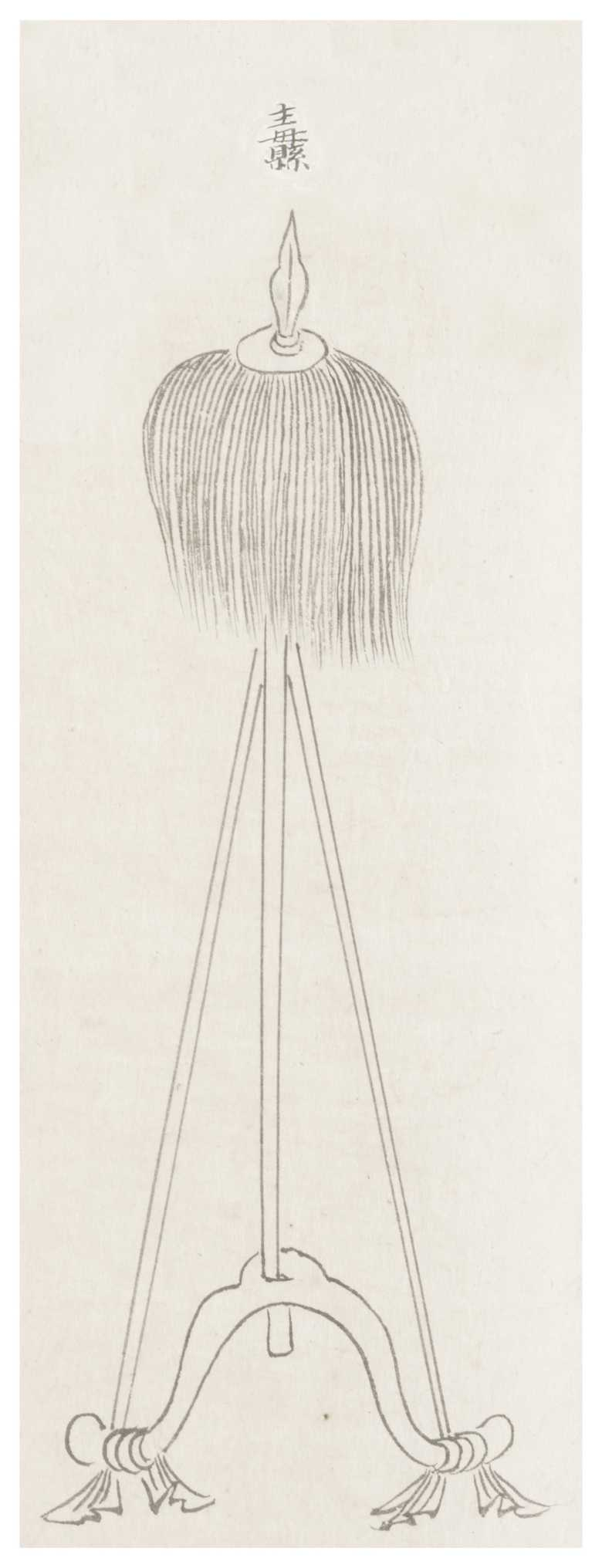
纛

## 另見
- 軍旗
- 牙旗
- 禿克
- 蘇魯定